# Boyfriend (canción de Ariana Grande y Social House)
«Boyfriend» es una canción interpretada por la cantautora estadounidense Ariana Grande y el dúo estadounidense Social House. Fue lanzada el 2 de agosto de 2019 a través de Republic Records. «Boyfriend» está escrita por Grande, Social House, Edgar Barrera, Steven Franks y Tommy Brown, y producida por estos últimos tres.

## Antecedentes
Se habló por primera vez de la canción en redes sociales el 24 de julio de 2019, cuando Grande publicó una foto de sí misma en el set de grabación de un vídeo. Ella siguió haciendo publicaciones con imágenes de ella en el set de grabación del vídeo, revelando que la canción era una colaboración con Social House. Grande dejó ver una pequeña parte de la letra de la canción que también hacía referencia al título de la canción el 29 de julio de 2019, cuando publicó una imagen con el título «u ain't my boyfriend». Un primer avance de la canción y el vídeo musical fue publicado un día después junto a su fecha de lanzamiento. La portada fue revelada por Grande en sus redes sociales el 30 de julio de 2019. La canción estuvo disponible simultáneamente para pre-guardarse en plataformas digitales. El 31 de julio fue publicado un nuevo pequeño corto del vídeo musical.

## Vídeo musical
El vídeo musical fue lanzado junto a la canción el 2 de agosto de 2019 y fue dirigido por Hannah Lux Davis.

## Créditos y personal
Créditos adaptados para Tidal.
- Ariana Grande – voz, compositor
- Charles Anderson – voz, compositor
- Michael Foster – voz, compositor
- Edgar Barrera – productor, compositor, programador
- Steven Franks – programador, compositor, programador
- Tommy Brown – productor, compositor, programador
- Tarron Crayton – bajo

Serban Ghenea – mezcla, personal de estudio
- John Hanes – ingeniero de mezcla, personal de estudio

## Posicionamiento en listas
| Lista (2019)                           | Mejor posición |
| -------------------------------------- | -------------- |
| Estados Unidos (Mainstream Top 40)     | 32             |
| Estados Unidos (Rolling Stone Top 100) | 1              |

## Historial de lanzamiento
| Región         | Fecha                  | Formato                          | Discográfica     | Ref.                        |
| -------------- | ---------------------- | -------------------------------- | ---------------- | --------------------------- |
| Varios         | 2 de agosto de 2019    | Descarga digital y Streaming     | Republic Records | [ 8 ]                       |
| Estados Unidos | 6 de agosto de 2019    | Contemporary hit radio           | Republic Records | [ 14 ]                      |
| Estados Unidos | 6 de agosto de 2019    | Rhythmic contemporary radio      | Republic Records | [ 15 ]                      |
| Varios         | 6 de diciembre de 2019 | 7", 12", Casete y Sencillo en CD | Republic Records | [ 16 ] [ 17 ] [ 18 ] [ 19 ] |